# Iwan Własow (dyplomata)
Iwan Filippowicz Własow, ros. Иван Филиппович Власов (ur. 1904 w Szołuchowie, rejonie liwieńskim (Ливенский район), obwodzie orłowskim – zm. w grudniu 1941) – radziecki urzędnik konsularny i dyplomata.
Po ukończeniu szkoły przyzakładowej w 1925, pracował jako stolarz w warsztatach naprawy wagonów w Charkowie, i uczęszczał do technikum wieczorowego. W 1931, po ukończeniu Charkowskiego Instytutu Gospodarki Narodowej (Харьковский институт народного хозяйства) Własow został zatrudniony przez Ludowy Komisariat Spraw Zagranicznych ZSRR. Od maja 1938 do 1939 był radcą poselstwa w Kopenhadze, w 1939 konsulem generalnym w Gdańsku, i od 1939 do 22 czerwca 1941 chargé d'affaires ponownie w Kopenhadze.
W lipcu 1941 Własow dobrowolnie poszedł na front. W grudniu tego samego roku, został zamordowany w obozie dla jeńców wojennych.
Dekretem Prezydium Rady Najwyższej ZSRR z 26 października 1943 Własow został pośmiertnie odznaczony Orderem Czerwonego Sztandaru. 
Od 1925 członek Partii Komunistycznej.